# Antonio Sbrolli
Antonio Sbrolli (Piancastagnaio, 12 febbraio 1828 – Roma, 28 aprile 1888) è stato un arcivescovo cattolico italiano.

## Biografia
Nato a Piancastagnaio il 12 febbraio 1828, ottenne la laurea in teologia all'Università di Siena e venne ordinato sacerdote il 19 aprile 1851. Dal 1855 fu arciprete a Manciano e dal 1864 parroco del suo paese natale.
Nel 1871 venne nominato vescovo di Sovana-Pitigliano da papa Pio IX e consacrato il 1º novembre di quell'anno dal cardinale Giuseppe Berardi. Durante il suo episcopato compì tre visite pastorali (1872, 1877-78, 1881) e celebrò l'ottavo centenario della morte di papa Gregorio VII.
Il 25 luglio 1885 si dimise per problemi di salute, lasciando la guida della diocesi al vicario generale Giacomo Bellucci, e fu nominato arcivescovo titolare di Lepanto da papa Leone XIII; contestualmente, ricevette un canonicato nella basilica di San Giovanni in Laterano.
Morì a Roma il 28 aprile 1888.

## Genealogia episcopale
La genealogia episcopale è:
- Cardinale Scipione Rebiba
- Cardinale Giulio Antonio Santori
- Cardinale Girolamo Bernerio, O.P.
- Arcivescovo Galeazzo Sanvitale
- Cardinale Ludovico Ludovisi
- Cardinale Luigi Caetani
- Cardinale Ulderico Carpegna
- Cardinale Paluzzo Paluzzi Altieri degli Albertoni
- Papa Benedetto XIII
- Papa Benedetto XIV
- Papa Clemente XIII
- Cardinale Marcantonio Colonna
- Cardinale Giacinto Sigismondo Gerdil, B.
- Cardinale Giulio Maria della Somaglia
- Cardinale Carlo Odescalchi, S.I.
- Cardinale Costantino Patrizi Naro
- Cardinale Giuseppe Berardi
- Arcivescovo Antonio Sbrolli